# ラリンジアルチューブ
ラリンジアルチューブ（英: laryngeal tube）は、マスク換気、ラリンジアルマスク、気管挿管など、他の気道確保手技の代替として開発されたチューブ状の器具である。この器具は、麻酔中および心肺蘇生中に、中咽頭から下咽頭に盲目的に挿入することによって気道を確保し、肺の機械換気（人工呼吸）を行うことができる。

## 適応
多くの研究において、大半の症例では、標準的な気管チューブで、容易に確実な気道確保ができることが示されている。ラリンジアルマスクとの比較研究では、標準的なラリンジアルチューブは有効性において同等とされているものの、全身麻酔中の調節呼吸時はプロシールTMラリンジアルマスクが優れるとしている。
ラリンジアルチューブの適応と禁忌はラリンゲアルマスクと似ており、全身麻酔下の小手術に適している。ラリンジアルマスクすら失敗した挿管困難時にラリンジアルチューブが有用であったとする報告がいくつかある 。二腔式のラリンジアルチューブ、Suction IITMは、胃管を留置することができる点で従来のラリンジアルチューブより優れており、新生児や幼児で直接喉頭展開が失敗した時の緊急状況の第一選択の気道確保器具として、提案されている。ラリンジアルチューブは、気管挿管に習熟していない医療従事者や、成人において気管挿管に失敗した時の代替器具としても推奨されている。製造業者によると、ラリンジアルチューブの禁忌は、嚥下反射が維持されている患者や食道疾患、腐食物の誤飲が挙げられている。

## 構造
標準的な製品では、ラリンジアルチューブは、中央の大きなバルーンカフ(中咽頭カフ)と端の小さなバルーンカフ(食道カフ)のあるチューブで構成されている。チューブは中央に30〜45°の角度がついている。すなわち、中咽頭カフ部分で折れている。2つのカフの間に2つ開口部があり、それを通して換気が行われる。両方のカフともに、パイロットバルーンの繋がった一本の細いチューブから膨らませる。このカフは高容量低圧カフであり、カフ容量は10 ml (sサイズ 0) から 90 ml (サイズ 5)まである。それぞれのサイズに該当する容量の印がつけられた、大容量の注射器がカフを膨らませるのに用いられる。カフ圧は60cmH2O以下にする。チューブには、3本の黒い線があり、患者の歯を基準として挿入する深さの目印となっている。

## 歴史

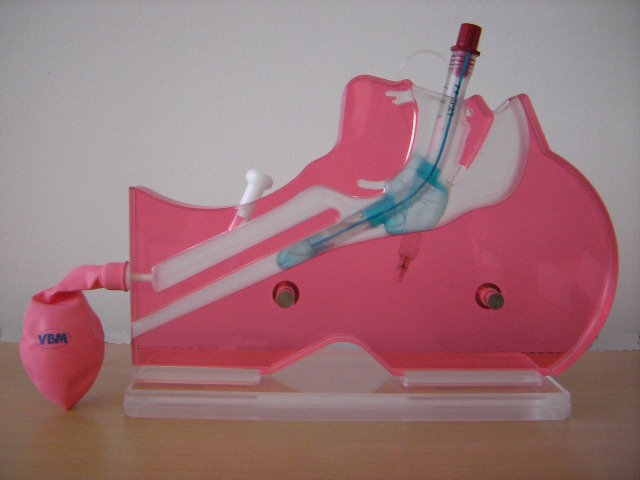
透明人体模型でのラリンジアルチューブの留置状況。

ラリンジアルチューブはドイツで開発され、1999年秋にVBM Medizintechnik社によってヨーロッパ市場に導入された。それ以来、デザインは何度か変更されている。現在、以下の4つの異なるモデルが使用されている。すなわち、単回使用または再使用モデルとしての標準チューブ、単回使用または再使用モデルとしての改良型チューブ（Suction IITM）である。再使用型は50回までオートクレーブ滅菌が可能で、改良型製品には、胃管や吸引システムを挿入するための追加ルーメンが組み込まれている。ラリンジアルチューブには、新生児用（サイズ0）から成人用（サイズ5）まで6種類のサイズがある。チューブのコネクターはサイズごとに色分けされている。チューブには体重または身長に応じて目盛りが付けられている。ラリンジアルチューブは、日本では2002年に心肺蘇生時の使用が認可され、米国では2003年に食品医薬品局から使用が承認された。欧州蘇生協議会は、2005年の二次救命処置（ALS）のガイドラインで、気管挿管の経験がない医療従事者の代替気道デバイスとしての使用を認めている。